# Síndrome de Sinding-Larsen Johanson

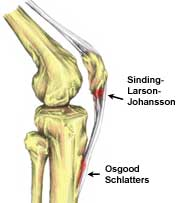
Síndrome de Sinding-Larsen Johanson.

El Síndrome de Sinding-Larsen-Johansen es una osteocondritis análoga a la Enfermedad de Osgood-Schlatter en la que la porción afecta es el polo inferior de la rótula. Fue descrita de forma independiente por Sinding-Larsen en 1921 y por Johansen en 1922.

## Clínica
Suele aparecer en niños entre 10 y 14 años que realizan actividad deportiva de forma habitual. Tras producirse una lesión habitualmente subclínica del tendón rotuliano, se desarrolla una tendinitis por tracción en el polo inferior de la rótula.

## Pruebas complementarias
El estudio radiológico convencional suele ser normal, aunque pueden presentarse calcificaciones en el polo inferior de la rótula. Tanto la ecografía como la resonancia magnética pueden dar datos en relación con el edema del tejido y el daño del cartílago, aunque no son indispensables para el diagnóstico.

## Tratamiento
Habitualmente, este síndrome no tiene tratamiento específico. El reposo y tratamientos antiinflamatorios con AINEs suelen ser necesarios en los períodos de más dolor. Habitualmente la clínica cesa al alcanzar la madurez ósea.